# Michiana
Michiana es una villa ubicada en el condado de Berrien en el estado estadounidense de Míchigan. En el Censo de 2010 tenía una población de 182 habitantes y una densidad poblacional de 0,19 personas por km².

## Geografía
Michiana se encuentra ubicada en las coordenadas 41°45′49″N 86°48′40″O / 41.76361, -86.81111. Según la Oficina del Censo de los Estados Unidos, Michiana tiene una superficie total de 947.94 km², de la cual 947.93 km² corresponden a tierra firme y (0%) 0 km² es agua.

## Demografía
Según el censo de 2010, había 182 personas residiendo en Michiana. La densidad de población era de 0,19 hab./km². De los 182 habitantes, Michiana estaba compuesto por el 98.35% blancos, el 1.1% eran afroamericanos, el 0% eran amerindios, el 0.55% eran asiáticos, el 0% eran isleños del Pacífico, el 0% eran de otras razas y el 0% pertenecían a dos o más razas. Del total de la población el 2.75% eran hispanos o latinos de cualquier raza.